# Georg Rüßmann
Georg Rüßmann, auch Rüssmann, (* 15. November 1919 in Oberhausen-Sterkrade; † 31. Mai 1986 in Hennef (Sieg)) war ein deutscher Komponist, Dirigent, Musikproduzent und Musikant. Er verwendete die Pseudonyme Wal Barney, May Hames, Carlos Caribez und Otto Berkhaan.

## Leben
Seit 1945 musizierte er in verschiedenen Tanzorchestern mit (u. a. „Rüssmann-Rhythmiker“) und arbeitete als musikalischer Arrangeur. Ab 1963 war er Dirigent der Siegerländer Musikanten. Als Komponist schrieb er verschiedene Werke für Orchester und Lieder.
Sein Sohn Helmuth Rüßmann ist Toningenieur (Tonstudio Rüßmann) und Musikproduzent (u. a. für Wolfgang Petry, BAP, Jürgen Drews).

## Kompositionen

### Werke für Orchester
- 1979: Attendorner Schützenmarsch – Text: Franz Hanemann
- 1982: Rheinische Dorfkirmes, für Männerchor und Orchester
- Am Rhein beim Wein
- Attendorner Fanfarenmarsch
- Bellona, Valse musette
- Fastelovend Walzer
- Polonaise
- Westerwälder Heimat
- Winzergruß
- Wir tanzen Polka

### Lieder
- … die Lustigen Tage
- … mit Tara und Bumdera
- Am Mondag jeht de Zoch, für Singstimme und kleinem Orchester – Text: Franz Weckauff
- Biertrinkers Lieblingslieder I
- Biertrinkers Lieblingslieder II
- Brrrr....schellte der Wecker, für Singstimme und kleinem Orchester
- Die Mädchen aus dem Kohlenpott, für Singstimme und kleinem Orchester – Text: Harry Fey
- Durch die Schöne Heimat, für Singstimme und kleinem Orchester
- Duve am Dom, für Singstimme und kleinem Orchester – Text: Franz Weckauff
- Humba Rucki Zucki
- Im alten Wirtshaus
- Sauerbraten, für Singstimme und kleinem Orchester – Text: Franz Weckauff
- Schöne Zeiten
- Sei doch nicht so pingelich, für Singstimme und kleinem Orchester – Text: Franz Weckauff
- Sorgenbrecher
- Tanzen und Singen
- Urlaubsfreuden in Germany
- Wer die Theke erfunden hat für Singstimme und kleinem Orchester
- Warum muss Aschermittwoch immer alles vorbei sein, für Singstimme und kleinem Orchester – Text: Komponist und Lotti Krekel
- Wenn die Feuerwehr mit Bier spritzt (als Wal Barny für Die Freudenspender)
- Wirtshauslieder zum Mitsingen

## Bibliografie
- Wolfgang Suppan, Armin Suppan: Das Neue Lexikon des Blasmusikwesens, 4. Auflage, Freiburg-Tiengen, Blasmusikverlag Schulz GmbH, 1994, ISBN 3-923058-07-1
- Wolfgang Suppan: Das neue Lexikon des Blasmusikwesens, 3. Auflage, Freiburg-Tiengen, Blasmusikverlag Schulz GmbH, 1988, ISBN 3-923058-04-7
- Wolfgang Suppan: Lexikon des Blasmusikwesens, 2. ergänzte und erweiterte Auflage, Freiburg-Tiengen, Blasmusikverlag Fritz Schulz, 1976
- Paul E. Bierley, William H. Rehrig: The heritage encyclopedia of band music : composers and their music, Westerville, Ohio: Integrity Press, 1991, ISBN 0-918048-08-7
- Wilfried Wolfgang Bruchhäuser: Komponisten der Gegenwart im Deutschen Komponisten-Interessenverband: ein Handbuch, Berlin: Deutscher Komponisten-Interessenverband, 1995. 1510 p., ISBN 3-55561-410-X